# Frederick Beck
Frederick Beck, detto Fred (Saint Luke's, 27 gennaio 1883 – Barnet, 26 febbraio 1972), è stato un lottatore britannico, specializzato nella lotta libera.

## Palmarès

### Olimpiadi
- Bronzo a Londra 1908 nei pesi medi.